# Leontine T. Kelly
Leontine T. Kelly, nata Leontine Turpeau, (Georgetown, 5 marzo 1920 – Oakland, 28 giugno 2012), è stata una vescova luterana metodista statunitense, seconda donna della Chiesa Metodista Unita elevata alla carica di vescovo e la prima afroamericana.

## Primi anni di vita e sfera privata
Leontine Turpeau nacque a Georgetown, Washington, il 5 marzo 1920. Era la settima di otto figli nati da David D. Turpeau Senior e Ila Marshall Turpeau. La famiglia Turpeau si trasferì a Cincinnati quando Leontine era ancora una bambina. Suo padre era un ministro metodista che in seguito ricoprì quattro mandati alla Camera dei Rappresentanti dell'Ohio. Sua madre era una convinta attivista a favore delle donne e dei neri e fondatrice della Urban League di Cincinnati, Ohio. Suo fratello, D. Rossman Turpeau, era un educatore di Cincinnati, Ohio.
Dal 1938 al 1941, Leontine frequentò il West Virginia State College. Nel 1941 lasciò gli studi per sposare Gloster B. Current, che all'epoca era direttore esecutivo della filiale di Detroit del NCAAP. In seguito divenne un pastore metodista. La coppia ebbe tre figli prima di divorziare a metà degli anni Cinquanta. Nel 1956 la Turpeau sposò James David Kelly, un ministro metodista unito.

## Formazione
La Kelly conseguì un B.A. presso la Virginia Union University (1960) e si laureò in economia, storia e materie umanistiche presso la North Texas State University, l'Università di Cincinnati e il College of William and Mary. Lavorò come insegnante di scuola pubblica a Richmond e nella contea di Northumberland, in Virginia, per otto anni.
Completò il corso di studi per ministri ordinati nella Conferenza Annuale della Virginia della Chiesa U.M. frequentando la scuola estiva presso il Seminario Teologico Wesley (1970, 1971). Conseguì il titolo di M.Div. presso lo Union Theological Seminary di Richmond, Virginia (1976).

## Ministero religioso
La Kelly divenne un'oratrice laica certificata in Virginia alla fine degli anni '60. In seguito servì la Chiesa di Galilea (1969-75). Fu ordinata diacono da William R. Cannon nel 1972 e anziano da W. Kenneth Goodson nel 1977.
Ha fatto parte dello staff del Virginia Conference Council on Ministries (1975-77), dirigendo i ministeri sociali. In seguito ha servito come pastore di Asbury-Church Hill a Richmond, Virginia, per sette anni prima di diventare Assistente del Segretario Generale del Consiglio Generale del Discepolato dell'U.M. con il portafoglio dell'Evangelismo.
Pur essendo un membro della Conferenza Annuale della Virginia nella Giurisdizione del Sud-Est, nel 1984 fu eletta all'episcopato dalla Conferenza Giurisdizionale dell'Ovest della Chiesa Metodista Unita. L'elezione si tenne il 19 luglio, durante la Conferenza Generale annuale della Chiesa Metodista Unita. Fu solo la seconda donna, ed anche la prima donna afroamericana, a diventare vescovo in una delle principali denominazioni cristiane del mondo. Fu assegnata all'area episcopale di San Francisco, dove prestò servizio fino al suo ritiro nel 1988. Inoltre, ha fatto parte del Consiglio Generale della Chiesa e della Società dell'U.M., è stata presidente del Collegio Giurisdizionale Occidentale dei Vescovi e ha fatto parte del comitato esecutivo del Consiglio dei Vescovi.

## Premi e onorificenze
Nel 2000 Kelly è stata inserita nella National Women's Hall of Fame. Nel 2002 ha ricevuto il Premio Thomas Merton.
Kelly ha ricevuto dottorati onorari dal Garrett-Evangelical Theological Seminary (1984), dalla DePauw University (1989), dal Christian Theological Seminary (1989), dalla Virginia Union University (1989), dalla Nebraska Wesleyan University (sempre nel 1989), dal Bennett College (1991), dalla Willamette University (1990) e dalla Dillard University (1992).

## Morte
Kelly morì il 28 giugno 2012 ad Oakland, California.